# Булевар ослобођења (Нови Сад)
Булевар ослобођења (често само Булевар) је булевар у Новом Саду, који се простире од Железничке станице до Моста слободе. Новосађани такође користе појам „Булевар“ да би означили не само ову улицу, већ и њену ширу околину, тако да овај назив означава и неформалну градску четврт у Новом Саду.

## Положај Булевара
Булевар ослобођења се простире између Булевара Јаше Томића и Железничке станице на северу до Моста слободе на југу и дужине је око 3 километра. Значајније улице са којима се Булевар ослобођења укршта су: Булевар Јаше Томића, Булевар краља Петра I, Новосадског сајма, Павла Папа, Футошка, Јеврејска, Браће Рибникар, Максима Горког, Булевар цара Лазара и Народног фронта.
Као неформална градска четврт, Булевар обухвата делове следећих традиционалних градских четврти: Банатића, Сајмишта, Роткварије, Грбавице, Старог Града и Лимана, односно делове месних заједница „Омладински покрет“, „Сава Ковачевић“, „Народни хероји“, „Житни трг“, „Вера Павловић“, „Прва војвођанска бригада“, „Лиман 3" и „Бошко Буха“.

## Историја
Булевар ослобођења је грађен у фазама, од 1962. до касних седамдесетих, а на простору где се данас налази Булевар раније су се налазиле претежно старе куће (сам део града у ком се Булевар ослобођења налази почео је да се развија у 19. веку). До 1991. године Булевар ослобођења је носио име Булевар 23. октобра, у част 23. октобра 1944. године, дана ослобођења Новог Сада од окупације у Другом светском рату односно дана уласка у град јединица Новосадског одреда и Седме војвођанске ударне бригаде.

## Карактеристике
Булевар ослобођења је данас најважнија саобраћајна и пословна улица у Новом Саду, а многи га сматрају и главном улицом у граду, као и неформалним градским центром. Иако се најважније политичке, јавне и културне установе Новог Сада налазе у традиционалном градском центру познатом као Стари Град, Булевар предњачи са пословним и забавним садржајима. На самом Булевару, као и у његовој широј околини, налазе се модерне пословне и стамбене зграде, а дуж Булевара су уређене и простране пешачке стазе, бициклистичке стазе и дрвореди.

## Привреда и пословање
Неки од важнијих привредно-пословних и јавних објеката (и субјеката) на Булевару су:
- Железничка станица (сама зграда је на адреси Булевар Јаше Томића)
- Међумесна аутобуска станица (сама зграда је на адреси Булевар Јаше Томића)
- Прекршајни суд у Новом Саду
- Прекршајни апелациони суд, Одељење у Новом Саду
- Ванпарнични одсек Основног суда у Новом Саду
- Зграда Нафтне индустрије Србије - Газпром Нефт-а
- Зграда Електровојводине
- Зграда Дневника
- Зграда Агровојводине
- Тржни центар Меркатор
- Кинески тржни центар Елефант
- Александар Булевар центар
- Тржни центар Далтон
- Футошка пијаца
- Зграда Полицијске управе
- Национална служба за запошљавање
- Радио Сигнал
- Тржни центар Променада

На Булевару се такође налазе и филијале многих банака, као и разни кафићи, ресторани и продавнице.
- Зграда НИС-а на Булевару ослобођења
- Зграда „Дневника“ на Булевару ослобођења
- Угао Булевара ослобођења и Булевара Јаше Томића
- Угао Булевара ослобођења и Булевара краља Петра I
- Угао Булевара ослобођења и Булевара краља Петра I

## Образовање
На Булевару се налази школа за основно образовање одраслих „Свети Сава“.

## Спорт и рекреација
На јужном делу Булевара налази се стадион Карађорђе (игралиште фудбалског клуба Војводина), а ту су лоцирани и тениски терени. Нешто јужније, код Моста слободе, налази се Лимански парк, као и игралиште фудбалског клуба Кабел.

## Саобраћај
Булевар ослобођења има укупно шест саобраћајних трака (две коловозне траке одвојене разделним острвом са по три саобраћајне траке у сваком смеру), а на раскрсницама седам. На северном крају Булевара налазе се железничка станица и међумесна аутобуска станица. Самим Булеваром или улицама са којима се Булевар укршта пролази и већина аутобуских линија градског саобраћаја, што утиче на добру повезаност Булевара са осталим деловима града.
Линије градског превоза које пролазе Булеваром ослобођења су:
- 7 (целом дужином)
- 4, 5, 12, 52, 53, 54, 55, 56, 61, 62, 64 (делом)

Делом Булевара пролазе и ноћне линије 18А и 18Б.
Са обе стране Булевара налазе се паркинг места, бициклистичке стазе и широке пешачке стазе, које су на појединим местима сужене због уклапања некадашњу мрежу улица.